# Großer Amudarja-Schaufelstör
Der Große Amudarja-Schaufelstör, auch Großer Pseudoschaufelstör, (Pseudoscaphirhynchus kaufmanni) ist eine vom Aussterben bedrohte Fischart aus der Familie der Störe (Acipenseridae). Er kommt endemisch im Amudarja in Zentralasien vor.

## Merkmale
Mit bis zu 75 Zentimetern Länge und zwei Kilogramm Gewicht ist der große Amudarja-Schaufelstör die größte der drei Pseudoscaphirhynchus-Arten. Wie die anderen Schaufelstöre hat er einen spindelförmigen, vorne verbreiterten Körper mit einer breiten, flachen spatelförmigen Schnauze. Der Rücken ist grau bis fast schwarz, der Bauch weiß. Zwei bis vier nach hinten gebogene Stacheln sitzen auf dem Rostrum und zwei weitere auf der Kopfoberseite vor den kleinen Augen. Vor dem quer verlaufenden Maul sitzen zwei Paar ungefranster Barteln, von denen das äußere weniger als doppelt so lang ist wie das innere. Ober- und Unterlippe sind in der Mitte geteilt, wobei die Teilung bei der dünneren Oberlippe deutlicher ist. Die paarigen Flossen sind abgerundet. Die Brustflossen weisen einen sehr starken und spitzen ersten Strahl auf. Entlang des Körpers verlaufen die für Störe typischen fünf Reihen von Knochenschuppen. Die Reihe entlang des Rückens zählt 10 bis 15 Schilde mit 4 bis 6 weiteren kleinen Schilden hinter der 29- bis 34-strahligen Rückenflosse. Die seitlichen Reihen zählen 28 bis 40 und die Bauchreihen 5 bis 11 Schilde. Die abgerundete Afterflosse weist 15 bis 24 Strahlen auf, vor ihr sitzen 4 bis 6, dahinter noch einmal 1 bis 4 kleine Schilde. Zwischen den Knochenschilden sitzen regelmäßig verteilte Knötchen. Der obere Lappen der Schwanzflosse ist zu einem langen filamentösen Anhängsel ausgezogen.
Neben der gewöhnlichen Form wurde in den 1960er Jahren eine Zwergform beschrieben, deren adulte Tiere kleiner bleiben und deren Rücken-, Bauch- und Afterflossen näher am Schwanz sitzen. Mit dem Kleinen Amudarja-Schaufelstör (Pseudoscaphirhynchus hermanni) hat der große Amudarja-Schaufelstör früher häufig Hybride gebildet.

## Verbreitung

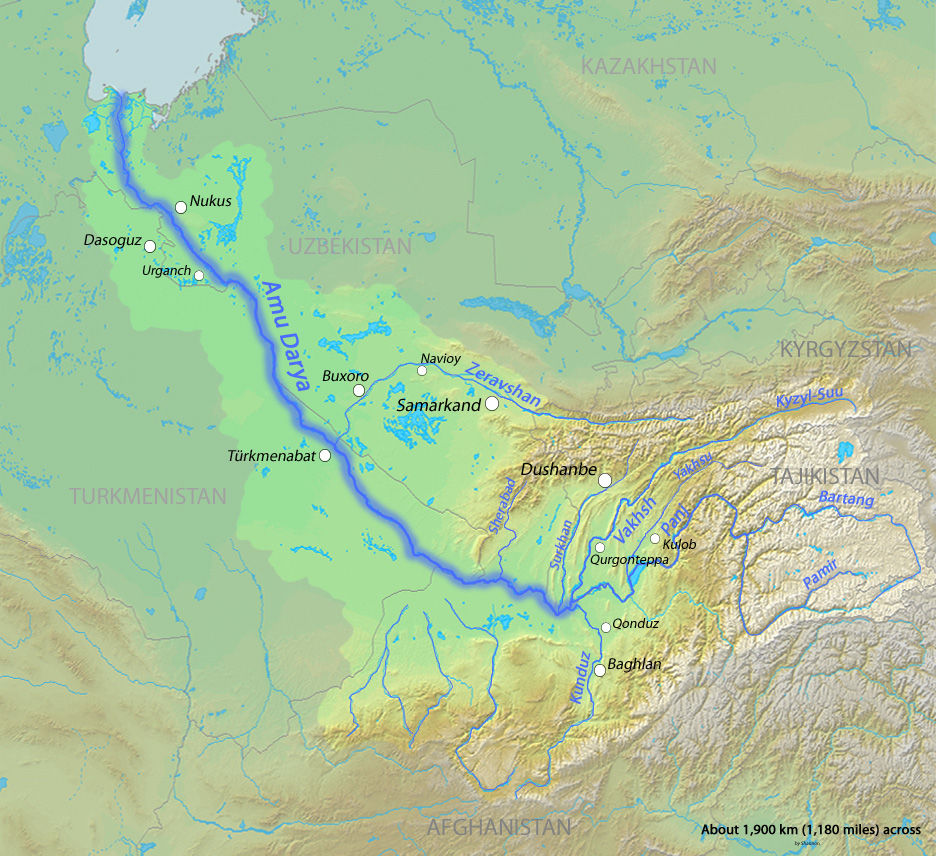
Einzugsgebiet des Amudarja mit Nebenflüssen

Ursprünglich kam der große Amudarja-Schaufelstör im gesamten Amudarja und seinen Nebenflüssen vom Pjandsch bis zu den Brackwasserbereichen der Mündung in den Aralsee vor. Heute existieren noch zwei Populationen im Mittellauf des Amudarja und im Wachsch.

## Lebensweise
Die Art besiedelt schnell fließendes, turbulentes, schlammiges Wasser in ein bis eineinhalb Metern Tiefe. Adulte Tiere ernähren sich vorwiegend von kleinen Fischen, Jungtiere von Insektenlarven. Die Fortpflanzung findet vom späten März bis frühen Mai bei Wassertemperaturen von 14 bis 16 °C statt. Die Männchen werden mit fünf bis sieben Jahren, die Weibchen mit sechs bis acht Jahren geschlechtsreif. Wahrscheinlich pflanzen sich die Tiere alle vier bis fünf Jahre fort. Die Generationszeit wird auf etwa zehn Jahre geschätzt.

## Bedrohung und Schutz
Der Große Amudarja-Schaufelstör ist vor allem durch die Zerstörung seines Lebensraums bedroht. Der Amudarja ist durch Bau von Dämmen, Wasserentnahme und Verschmutzung stark verändert und erreicht den Aralsee nicht mehr. Schon in den 1960ern hatte die durchschnittliche Größe auf 37 Zentimeter Länge und 241 Gramm Gewicht abgenommen, wobei vor allem die Zwergform angetroffen wurde. Auch die Altersstruktur der Populationen ist stark zu jüngeren Tieren verschoben. Die Art wird im Anhang II des Washingtoner Artenschutz-Übereinkommens und Anhang II der Bonner Konvention gelistet und in der Roten Liste der IUCN als vom Aussterben bedroht (Critically Endangered) eingeordnet. Im Moskauer Zoo werden Nachzuchtversuche unternommen.